# Marija Georgijevna Romanova orosz nagyhercegné
Marija Georgijevna orosz nagyhercegné, született Mária görög és dán királyi hercegnő (görögül: Πριγκίπισσα Μαρία της Ελλάδας και Δανίας, oroszul: Великая княгиня Mapия Георгиевна Романова; Athén, 1876. március 3. – Athén, 1940. december 14.) görög és dán királyi hercegnő, házassága révén orosz nagyhercegné.

## Élete

### Származása
Mária hercegnő I. György király és Olga Konsztantyinovna orosz nagyhercegnő második lányaként, illetve ötödik gyermekeként jött világra 1876-ban a görög fővárosban. Édesapja dán királyi hercegként látta meg a napvilágot, így utódaira örökölték mind görög, mind dán címeit. Édesanyja a Romanov-házból származott, I. Miklós orosz cár unokája. Mária nénje, Alexandra hercegnő 1889-ben feleségül ment Pavel Alekszandrovics orosz nagyherceghez, ilyenformán Mária nagyon szoros kapcsolatban állt a Romanov családdal. Ráadásul a görög királyi család sokat időzött Oroszországban, ahol Mária összebarátkozott Kszenyija Alekszandrovna nagyhercegnővel. Legjobb barátnők lettek és később egy testvérpárhoz mentek feleségül.
Mária hercegnő gyermekkora jó részét Görögországban töltötte, és mikor eladósorba lépett, sorra utasította vissza a házassági ajánlatokat, mert nem szerette volna elhagyni megszokott környezetét.

### Házassága és gyermekei
Bár Mária hercegnő jóformán születésétől fogva ismerte Georgij Mihajlovics orosz nagyherceget, amikor a nagyherceg 1896-ban először megkérte a kezét, nemet mondott, mert „nem igazán volt „kedve” feleségül menni Georgij Mihajlovicshoz”. A nagyherceg évekig udvarolt neki, Mária hercegnő pedig többször elutasította őt.
Georgij nagyherceg állhatatosan próbálkozott, még azt is elérte II. Miklós cárnál, hogy esküvőjüket a cári család hagyományaitól eltérően ne Oroszországban, hanem Görögországban tartsák. A hercegnő négy évnyi kitartó udvarlás után igent mondott a nagyhercegnek, „de azt is közölte, hogy nem szerelmes. Ennek a helyzetnek az elfogadására azonban Georgij fel volt készülve, és abban reménykedett, hogy Mária érzelmei idővel megváltoznak”. A pár 1900. május 12-én, Korfu szigetén kelt egybe. Mária nagyhercegnéi rangot kapott, és felvette a „Marija Georgijevna” nevet. Új családjában Marija Georgijevna a „görög Minni” becenevet kapta. Marija nagyhercegnének és Georgij Mihajlovicsnak két leánya született:
- Nyina Georgijevna hercegnő (1901–1974), nőül ment Pavel Alekszandrovics Csavcsavadze grúz herceghez
- Kszenyija Georgijevna hercegnő (1903–1965), első férje ifj. William Bateman Leeds, második férje Jud Herman.

A házasság nem volt boldog, noha Georgij Mihajlovics nagyherceg mindent elkövetett azért, hogy felesége be tudjon illeszkedni új hazájába. A család eleinte a Mihajlovszkij-palotában élt Szentpétervárott, de 1905-ben a nagyherceg úgy döntött, hogy a Krím félszigetre költöznek, mert így közelebb lehettek Görögországhoz, és az éghajlat is jobban hasonlított a nagyhercegné szülőföldjére. Marija Georgijevna ennek ellenére szenvedett Oroszországban, még azt is elutasította, hogy oroszul beszéljen, férjével kizárólag franciául társalgott. Egyik barátjuk így írt róluk: „Úgy tűnt, hogy ő (Marija) teljesen a jámborságnak él, és bár a herceg által felkínált vagyon elkápráztatta, de természetét sohasem rontotta el… Minden látszólagos elragadtatása mellett a nagyherceg sem volt boldog. Úgy érezte, hogy semmi sem alakul olyan jól, mint ahogyan azt remélte. A nagyhercegné részéről úgy tűnt, hogy egyre inkább azt érzi, hogy semmi sem hozhatja el számára azt a békét, amelyről már a házassága első pillanatától tudta, hogy soha nem fog eljönni.” Később Marija nagyhercegné leányai egészségére hivatkozva egyre gyakrabban hagyta el Oroszországot, hogy főként Angliában éljen.

### Száműzetésben
1914-ben, az első világháború kitörésekor Marija Georgijevna nagyhercegné éppen Angliában tartózkodott leányaival egy harrogate-i gyógykezelés ürügyén. A háború kitörése lehetetlenné tette a számukra, hogy visszautazzanak Oroszországba, és a nagyhercegné később is úgy ítélte meg a helyzetet, hogy túl veszélyes a hazatérésre. A nagyhercegné összegyűjtött némi pénzt a barátaitól és a helybeli lakosságtól, és Harrogate-ban kórházat nyitott. Elvégezte a Vöröskereszt nővérképző tanfolyamát, de ő maga ápolónőként soha nem szolgált. Egészen a háború végéig dolgozott, 1919-ben pedig a helyi újság köszönte meg neki a munkáját: „Visszatekintve mindenre, amit a beteg és sebesült katonáink szenvedésének enyhítéséért elkövetett, hálásan köszönjük Marija Georgijevna nagyhercegnének nemes és nagyszerű munkáját.”
1919. január 29-én a bolsevikok meggyilkolták Georgij Mihajlovics nagyherceget, ez pedig a hőn áhított szabadságot jelentette felesége számára. Bár sem Oroszországba, sem Görögországba nem térhetett haza, mivel Görögországban is kikiáltották a köztársaságot, és száműzték a királyi családot, Marija nagyhercegné boldogan élt. 1920-ban a görög kormány engedélyezte számára, hogy visszatérjen az országba. A hajóúton találkozott Periklész Joannidisz admirálissal (1881–1965), aki 1922. december 16-án feleségül vette őt Wiesbadenben. A házaspár eleinte Londonban élt, később Rómába költöztek, de rendszeresen meglátogatták Görögországot. Kapcsolatukból nem született gyermek.
Marija Georgijevna leánya majdnem egy időben mentek férjhez, és mindketten az Egyesült Államokban telepedtek le. A nagyhercegné ekkor írta meg Marija Trubeckoja hercegnővel közösen a Katoufs című gyermekkönyvet unokái és leányai számára. Marija nagyhercegné 1940. december 14-én halt meg Athénban, a görög–olasz háború alatt. A görög királyi család hagyományos temetkezési helyén, Tatoi szigetén található a sírja.